# Ernest Swinton
Sir Ernest Swinton (21. října 1868 – 15. ledna 1951) byl britský voják a válečný teoretik, jeden z průkopníků tankového vojska v době první světové války. Kromě toho, že se stal velitelem prvního tankového oddílu v historii, je i původcem samotného výrazu tank (anglicky „nádrž“), což bylo původně myšleno jako kódové označení jím vyvíjených válečných strojů s cílem zakrýt povahu tohoto vynálezu před případnými špehy. Ernest Swinton se proslavil rovněž jako autor vlivné knihy The Defence of Duffer's Drift o taktice boje malých jednotek, založené na zkušenostech z búrské války. Svou vojenskou kariéru završil v hodnosti generálmajora.

## Dílo
výběr
- The Defence of Duffer's Drift, pseudonym of "Lieutenant Backsight Forethought" BF.
- The Green Curve, 1909, pseudonym of "O'le Luk-Oie"
- Tab Dope, 1915, pseudonym of "O'le Luk-Oie"
- The Study of War, 1926
- Eyewitness, 1932
- An Eastern Odyssey, 1935
- Over My Shoulder, 1951